# クジャクのある静物
『クジャクのある静物』（クジャクのあるせいぶつ、蘭: Stilleven met pauwen、英: Still-Life with Peacocks）
は、17世紀オランダ絵画黄金時代の巨匠レンブラント・ファン・レインが1639年ごろ、キャンバス上に油彩で制作した絵画である。画面下部右側に「Rembrandt」という署名が記されているが、すべての美術史家がこの署名を画家自身の手によるものであると考えているわけではない。作品は1960年以来、アムステルダム国立美術館に所蔵されている。

## 作品

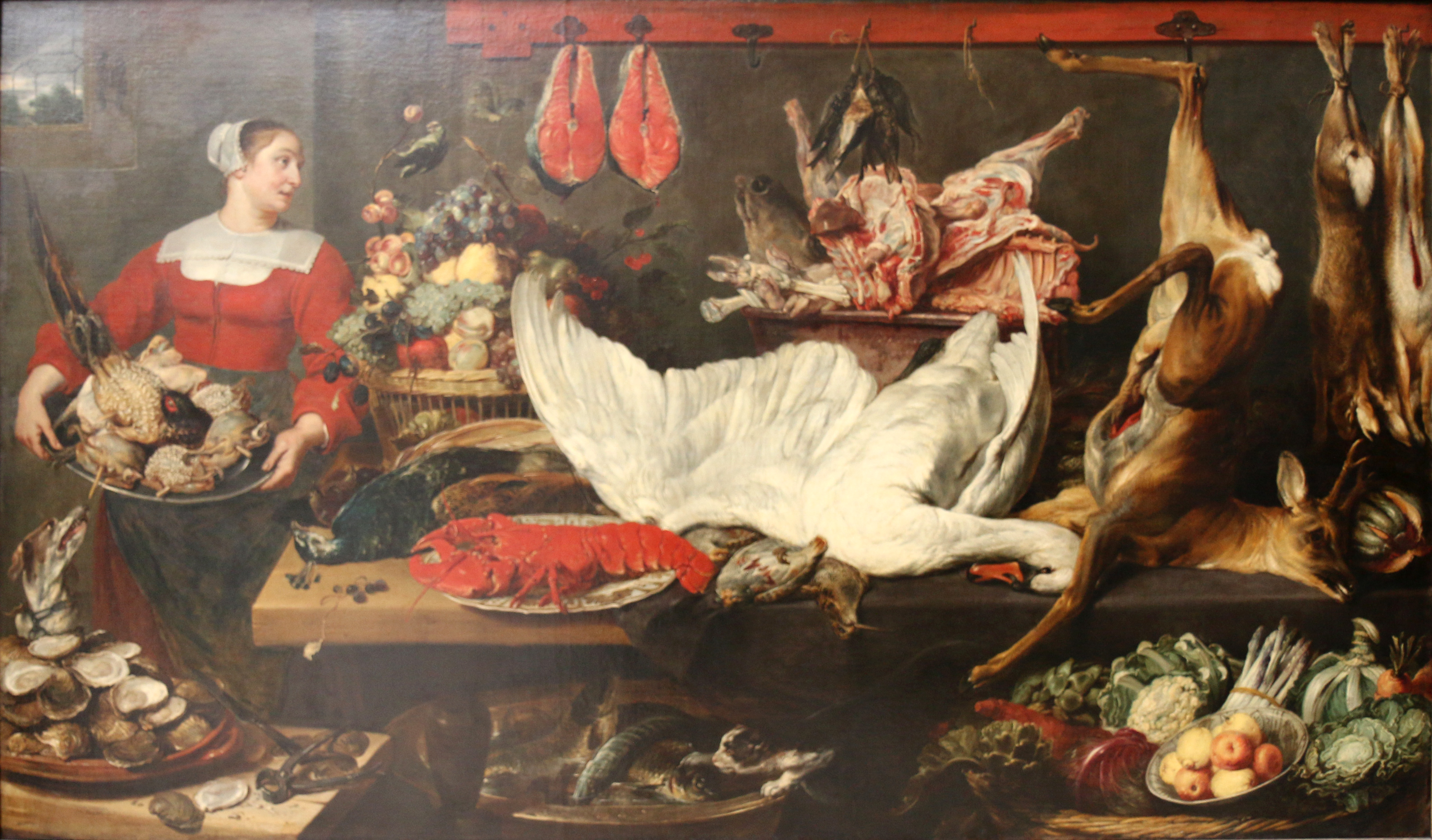
フランス・スナイデルス『厨房』 (1630年代)、ベルギー王立美術館、ブリュッセル

本作の先駆けとなったのは、貯蔵室や台所を表したフランドルの絵画や静物画である。そうした作品を描いたのは、フランス・スナイデルス、アドリアーン・ファン・ユトレヒト、ヤン・フェイト、ピーテル・ボエルらであった。
本作の画面には死んだクジャクが逆さまに宙吊りにされており、羽は広げられ、嘴は開いている。さらに、もう1羽の死んだクジャクが台の上に重たく横たわっている。その頭部はテーブルの端からはみ出して、斜めの影を投げかけている。垂れている血は不吉な視覚的衝撃を与え、絵画を身近なものとしている。少女が果物籠を見つめている。その形態は、背景の窓から入る光によって造形されている。少女の姿は肖像ではなく、類型であり、現実世界に対して驚異を表す子供として描かれている。
レンブラントの時代にはクジャクの肉はパイなどの料理に用いられ、富裕層に食された。本作の貯蔵室に描かれているように、クジャクは殺された後すぐに血を抜くために吊り下げられた。アムステルダム国立美術館のサイトでは「彼（レイン）はきっと、その羽毛の見事な模様、青、緑、黄土色といった色彩の奔放さに魅了されたのでしょう。」と説明されている。